# Brian Dunn
Brian Joseph Dunn (ur. 8 stycznia 1955 w Saint John’s) – kanadyjski duchowny katolicki, w latach 2009–2019 biskup Antigonish, arcybiskup koadiutor Halifax–Yarmouth w latach 2019–2020, arcybiskup metropolita Halifax–Yarmouth od 2020.

## Życiorys
Święcenia kapłańskie otrzymał 28 sierpnia 1980 i inkardynowany został do diecezji Grand Falls. Przez wiele lat pracował jako duszpasterz parafialny, był także wykładowcą seminarium oraz sędzią trybunału kościelnego.
16 lipca 2008 otrzymał nominację na biskupa pomocniczego diecezji Sault Sainte Marie ze stolicą tytularną Munatiana. Sakry biskupiej udzielił mu 9 października 2008 bp Jean-Louis Plouffe.
21 listopada 2009 papież Benedykt XVI mianował go ordynariuszem Antigonish w metropolii Halifax-Yarmouth jako następcę zdymisjonowanego w atmosferze skandalu obyczajowego bpa Raymonda Laheya.
13 kwietnia 2019 mianowany arcybiskupem koadiutorem Halifax–Yarmouth. Rządy w archidiecezji objął 27 listopada 2020, po przejściu na emeryturę poprzednika.